# Elisa Palmero
Elisa Palmero (Pinerolo, 10 luglio 1999) è una mezzofondista italiana.

## Record nazionali
Promesse
- 2 miglia - 10'13"74 ( Arco, 28 agosto 2021)

## Palmarès
| Anno | Manifestazione    | Sede                | Evento          | Risultato | Prestazione | Note                          |
| ---- | ----------------- | ------------------- | --------------- | --------- | ----------- | ----------------------------- |
| 2018 | Mondiali U20      | Tampere             | 1500 m piani    | Batteria  | 4'23"06     |                               |
| 2018 | Europei di cross  | Tilburg             | Staffetta mista | 18ª       | 14'19"      |                               |
| 2023 | Europei di cross  | Bruxelles           | Staffetta mista | dnf       | dnf         |                               |
| 2024 | Europei           | Roma                | 10000 m piani   | 6ª        | 31'38"45    | Miglior prestazione personale |
| 2024 | Europei           | Roma                | Mezza maratona  | 15ª       | 1h11'22"    | Miglior prestazione personale |
| 2024 | Europei di cross  | Antalya             | Corsa senior    | 12ª       | 26'25"      |                               |
| 2024 | Europei di cross  | Antalya             | A squadre       | Oro       | 33 p.       |                               |
| 2025 | Europei su strada | Bruxelles e Lovanio | 10 km           | 22ª       | 32'39"      |                               |
| 2025 | Europei su strada | Bruxelles e Lovanio | A squadre       | Oro       | 1h34'33"    | [ 1 ]                         |

## Campionati nazionali
2013
- 8ª ai campionati italiani cadetti di corsa campestre - 7'20"

2015
- 5ª ai campionati italiani allievi, 800 m piani - 2'17"03

2016
- Bronzo ai campionati italiani allievi, 1500 m piani - 4'36"20
- 4ª ai campionati italiani allievi, 1000 m piani - 2'58"18

2017
- 17ª ai campionati italiani assoluti, 1500 m piani - 4'33"42
- 7ª ai campionati italiani juniores, 1500 m piani - 4'31"32

2018
- 9ª ai campionati italiani assoluti indoor, 1500 m piani - 4'30"74
- Argento ai campionati italiani juniores, 1500 m piani - 4'26"58
- Argento ai campionati italiani juniores indoor, 1500 m piani - 4'42"43

2019
- 7ª ai campionati italiani assoluti, 1500 m piani - 4'33"94
- 4ª ai campionati italiani assoluti indoor, 3000 m piani - 9'23"43
- Argento ai campionati italiani promesse indoor, 3000 m piani - 9'32"44
- Bronzo ai campionati italiani promesse indoor, 1500 m piani - 4'22"76

2020
- Argento ai campionati italiani promesse indoor, 3000 m piani - 9'31"72
- 4ª ai campionati italiani promesse indoor, 1500 m piani - 4'31"06
- Argento ai campionati italiani assoluti indoor (Ancona), 3000 m piani - 9'17"33

2022
- 5ª ai campionati italiani assoluti (Rieti), 5000 m piani - 16'04"50

2023
- Argento ai campionati italiani assoluti di corsa campestre (Cassino), cross lungo - 28'09"
- Bronzo ai campionati italiani assoluti (Brescia), 10000 m piani - 33'28"84
- Argento ai campionati italiani assoluti (Molfetta), 3000 m piani - 9'15"71

2024
- 4ª ai campionati italiani assoluti indoor (Ancona), 3000 m piani - 8'55"32
- 7ª ai campionati italiani assoluti di corsa campestre (Cassino), cross lungo - 30'01"
- Argento ai campionati italiani di 10 km su strada (Arezzo) - 32'59"
- Argento ai campionati italiani assoluti (La Spezia), 5000 m piani - 15'35"68

2025
- Bronzo ai campionati italiani assoluti (Caorle), 5000 m piani - 15'06"65

## Altre competizioni internazionali
2021
- Oro ai QueenAtletica Arco Games ( Arco), 2 miglia - 10'13"73

2022
- 8ª alla BOclassic ( Bolzano), 5 km - 16'20"

2023
- 12ª in Coppa Europa dei 10000 metri ( Pacé), 10000 m piani - 33'02"48
- 9ª alla BOclassic ( Bolzano), 5 km - 16'28"
- 6ª alla Cinque Mulini ( San Vittore Olona) - 21'03"
- 11ª al Campaccio ( San Giorgio su Legnano) - 20'22"

2024
- 4ª alla Stramilano ( Milano) - 1h11'40"
- 7ª alla Cinque Mulini ( San Vittore Olona) - 19'29"
- 6ª alla BOclassic ( Bolzano) - 16'12"

2025
- Argento al Campaccio ( San Giorgio su Legnano) - 21'48"